# Étienne Bonnot de Condillac
Étienne Bonnot de Condillac, född 30 september 1714 i Grenoble, död 3 augusti 1780 i Beaugency, var en fransk abbé och upplysningsfilosof, bror till Gabriel Bonnot de Mably.
de Condillac blev tidigt abbé och invaldes 1768 i Franska akademien. Efter att ha varit informator för prinsen av Parma tillbringade Condillac de sista tolv åren av sitt liv i lantlig avskildhet som abbé.

## Condillacs sensualism och andra filosofiska insatser
I sitt tänkande utgick Condillac från John Lockes erfarenhetsfilosofi, vilken han lärt känna genom Voltaires skrifter, och försvarade den i Traité des systèmes où l'on démêle les inconvènients et les avantages (1749) mot filosofer som Nicolas Malebranche, Baruch Spinoza och Gottfried Wilhelm von Leibniz. I sitt huvudarbete Traité des sensations (1754) tillspetsade han föregångarens lära till en radikal sensualism.
Locke hade vid sidan av de passiva sinnena, genom vilka yttre och inre sinnesintryck förmedlas, antagit ett aktivt förstånd som ur de enkla idéerna själv aktivt bildar sammansatta idéer. Condillac bröt med denna dualism, förnekade förståndets självständighet och antog att alla själsfunktioner enbart är ursprungliga eller omformade sensationer. Själslivets samtliga företeelser ser han endast som förvandlade sinnesförnimmelser. Dessa och medvetandet är enligt hans synsätt enbart olika namn på samma sak. Exempelvis är minnet inget annat än svagare eftersensationer och omdömet är resultatet av en mellan två sensationer delad uppmärksamhet. Denna förklaring av hela själslivets uppkomst ur sinnesintrycken framställer Condillac med användning av sin fiktion av en mänsklig bildstod, hos vilken de olika sinnena vaknar efter hand, det ena efter det andra: först det lägsta, luktsinnet, och sist det högsta, känseln, som först ger oss föreställningen om en yttre värld. Personen, jaget, är endast summan av sensationerna och frånkänns all självverksamhet.
Med detta som grund utvecklade Condillac en tidig form av utvecklingspsykologi som hade uttryckliga pedagogiska och metodologiska implikationer. Han ägnade sig också åt teorin för perception och ställde upp teorier om hur rumsuppfattning skapas hos människan. Hans skrifter innehöll en mer noggrann beskrivning av exakt vad som sinnesorganen faktiskt ger oss än vad någon dittills hade formulerat, och presenterade en mycket nyanserad bild av hur denna rådata bearbetas till en uppfattning om hur omgivningen ser ut.

## Betydelse
Condillacs filosofi utträngde cartesianismen vid de officiella franska lärosätena och förblev den härskande under franska revolutionen och kejsardömet och upptogs och ombildades senare av de så kallade "ideologerna" såsom Melchiorre Gioja.
Hans Œuvres complètes utgavs första gången i 23 band 1798 och har sedan utgivits flera gånger i varierande antal band.
Asteroiden 9389 Condillac är uppkallad efter honom.